# Movable Type
Movable Type es una herramienta web popular para la creación y publicación de weblogs, aunque ahora se enfoca más en sitios web empresariales y de contenido. Además de ofrecer planes de hospedaje y servicios de instalación, también hay una versión de software como servicio (SaaS) que permite a los usuarios crear sitios web de forma más sencilla sin necesidad de tener conocimientos avanzados de programación.
El software se ha actualizado para ser compatible con las últimas versiones de PHP y MySQL, y también ha mejorado su interfaz de usuario para hacerla más intuitiva y fácil de usar. Se ha agregado soporte para temas y plugins personalizados, lo que permite a los usuarios personalizar aún más su sitio web.
En cuanto a precios, ahora ofrecen planes de hospedaje desde $4.17 al mes, con opciones de planes más avanzados para empresas y sitios web con mayor tráfico. La herramienta sigue siendo una buena opción para usuarios con conocimientos avanzados que buscan un mayor control sobre su sitio web, pero también ha evolucionado para ser más accesible para usuarios principiantes.

## Ventajas
1. Flexibilidad: Movable Type ofrece una gran flexibilidad en la personalización y diseño de los blogs, permitiendo a los usuarios controlar la apariencia y la funcionalidad de su sitio.
2. Escalabilidad: Es una plataforma escalable, lo que significa que puede manejar blogs pequeños o grandes con la misma facilidad.
3. Seguridad: Movable Type es conocido por ser una plataforma segura, lo que es importante para proteger tanto el contenido como los datos del usuario.
4. Soporte multilingüe: Movable Type es capaz de soportar varios idiomas, lo que lo hace ideal para aquellos que quieren crear un blog en diferentes idiomas.
5. Gestión de múltiples sitios: Con Movable Type, es posible gestionar varios sitios web desde una sola instalación, lo que ahorra tiempo y esfuerzo.
6. SEO: Movable Type está diseñado para ser compatible con los motores de búsqueda, lo que ayuda a aumentar la visibilidad del blog y atraer más tráfico.
7. Comunidad activa: Movable Type tiene una comunidad activa de desarrolladores y usuarios, lo que significa que hay un gran soporte y recursos disponibles.

## Sistema de categorías
- La herramienta dispone de un sistema de categorías para agrupar la información de forma coherente. Además, es posible crear usuarios con privilegios para administrar el sitio.

- Otra característica a tener en cuenta es la posibilidad de añadir al weblog un motor de búsqueda interno para localizar noticias y comentarios.

- Para facilitar la migración desde otros creadores de weblogs como Blogger, Movable Type dispone de un sistema de importación de datos.

- Discriminación de usuarios según su IP, notificación masiva por listas de correo electrónico a todos los usuarios del weblog, creación automática de miniaturas de las imágenes que se suban al servidor, o sindicación por RSS, son algunas de las opciones que engrandecen una de las herramientas para creación de weblogs más completas.